# Belinda Emmett
Belinda Jane Emmett (Gosford, 12 aprile 1974 – Sydney, 11 novembre 2006) è stata un'attrice e cantante australiana.
È nota per aver interpretato le serie televisive Hey Dad..! (1994), Home and Away (1995-1999) e All Saints (2000-2001). Appare nel film The Nugget - Tre uomini e una pepita (2002). Nel 2005 si era sposata con il conduttore televisivo Rove McManus. È morta nel novembre 2006 a causa di un tumore al seno.